# Chen Qi (Leichtathlet)
Chen Qi (chinesisch 陈 奇; * 10. März 1982 in Shanghai) ist ein ehemaliger chinesischer Leichtathlet, der sich auf den Speerwurf spezialisiert hat.

## Sportliche Laufbahn
Erste internationale Erfahrungen sammelte Chen Qi im Jahr 2000, als er bei den Juniorenweltmeisterschaften in Santiago de Chile mit einer Weite von 67,65 m in der Qualifikation ausschied. Im Jahr darauf siegte er bei den Juniorenasienmeisterschaften in Bandar Seri Begawan mit neuem Meisterschaftsrekord von 77,22 m. 2002 nahm er erstmals an den Asienspielen in Busan teil, brachte dort aber keinen gültigen Versuch zustande. 2005 belegte er bei den Asienmeisterschaften in Incheon mit 74,37 m den siebten Platz und gewann anschließend bei den Ostasienspielen in Macau mit einem Wurf auf 76,96 m die Silbermedaille hinter seinem Landsmann Li Rongxiang. Im Jahr darauf nahm er erneut an den Asienspielen in Doha teil und wurde dort mit 76,13 m Vierter.
2007 siegte er bei den Asienmeisterschaften in Amman mit einer Weite von 78,07 m und qualifizierte sich damit für die Olympischen Spiele im Jahr darauf in Peking, bei denen er aber mit 73,50 m den Finaleinzug verpasste. 2011 belegte er bei den Asienmeisterschaften in Kōbe mit 78,40 m den fünften Platz und schied anschließend bei den Weltmeisterschaften in Daegu mit 78,42 m in der Qualifikation aus. 2013 beendete er bei den Nationalspielen in Shenyang seine aktive sportliche Karriere im Alter von 31 Jahren.
In den Jahren 2004 und 2005 wurde Chen chinesischer Meister im Speerwurf.